# مدرسة جيلدهول

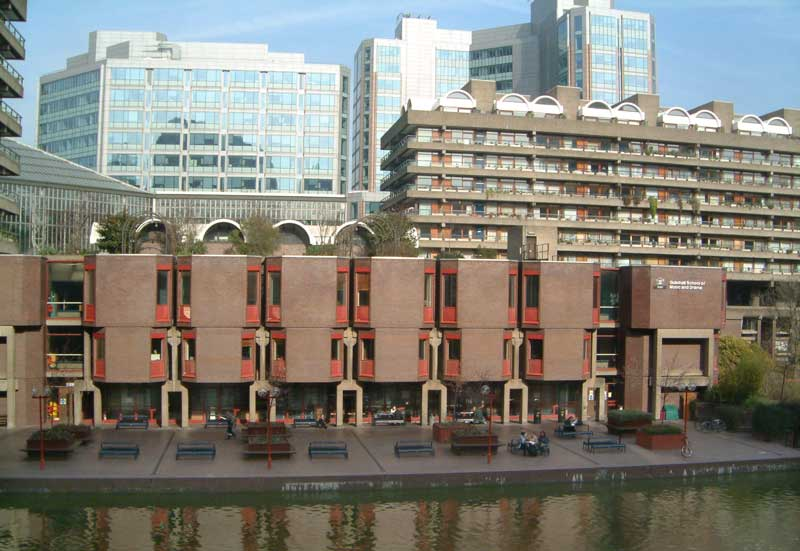
مدرسة جيلدهول للموسيقى والدراما

مدرسة جيلدهول للموسيقى والدراما (بالإنجليزية Guildhall School of Music and Drama)
مدرسة مستقلة لتعليم الموسيقى والفنون المسرحية التي تأسست عام 1880 في لندن، إنجلترا. يمكن للطلاب تلقي دروس في الموسيقى والأوبرا والدراما وفنون المسرح الفني.

## روابط خارجية
- Guildhall School of Music and Drama website
- City selects preferred Milton Court developer نسخة محفوظة 5 سبتمبر 2008 على موقع واي باك مشين. (June 2006)
- Guildhall School seeks new extension (February 2006)
- Trinity Guildhall at the Trinity College, London